# Internet Explorer 8
Internet Explorer 8 là phiên bản mới để thay thế  Internet Explorer 7 phát triển bởi Microsoft trong dòng trình duyệt web Internet Explorer. Trình duyệt này được phát hành vào ngày 19 tháng 3 năm 2009 cho Windows XP, Windows Server 2003, Windows Vista và Windows Server 2008, và Windows 7. Tương thích với hai bản 32-bit và 64-bit. Đây là trình duyệt tiếp nối Internet Explorer 7, phát hành năm 2006, và là trình duyệt web mặc định của hệ điều hành Windows 7 và Windows Server 2008 R2 ngoại trừ ở Châu Âu. Thị trường toàn cầu của IE8 ước tính 17%.
Theo Microsoft, tính bảo mật, dễ dùng, và sự cải tiến về RSS, CSS, và Ajax đã khiến Internet Explorer 8 được chào đón và ủng hộ.
Vào tháng 8 2009, Internet Explorer 8 có một lỗi bảo mật chưa được vá, được bắt đầu báo cáo vào thời Internet Explorer 7 và được đánh giá là "ít nghiêm trọng" bởi Secunia..